# Acanthocreagris sardoa
Espèce
Synonymes
- Microcreagris sardoa Beier, 1959

Acanthocreagris sardoa est une espèce de pseudoscorpions de la famille des Neobisiidae.

## Distribution
Cette espèce est endémique de Sardaigne en Italie. Elle se rencontre dans des grottes.

## Description
Acanthocreagris sardoa mesure de 2,2 à 2,5 mm.

## Systématique et taxinomie
Cette espèce a été décrite sous le protonyme Microcreagris sardoa par Beier en 1959. Elle est placée dans le genre Acanthocreagris par Mahnert en 1976.

## Étymologie
Son nom d'espèce lui a été donné en référence au lieu de sa découverte, la Sardaigne.

## Publication originale
- Beier, 1959 : Neues über sardinische Höhlenpseudoscorpione. Annales de Spéléologie, vol. 14, p. 245-246.